# Band FM
Band FM é uma rede de rádio brasileira voltada para o segmento popular, pertencente ao Grupo Bandeirantes de Comunicação. A emissora começou sua trajetória com a inauguração da 96.1 FM de São Paulo – então chamada de "Bandeirantes FM" – que inicialmente retransmitia a programação da Rádio Bandeirantes, sua coirmã no dial AM. Com o passar do tempo e a popularização do rádio FM, a estação foi ganhando suas próprias atrações e, no final da década de 1980, passou a ser conhecida por seu atual nome.
Além de contar sua matriz transmitida na cidade de São Paulo, a rede da Band FM conta com  cinco estações próprias: 106.7 (Campinas), 96.9 (Araçatuba), 99.9 (Uberlândia) e 99.1 (Vitória da Conquista), contando ainda com mais de 40 emissoras afiliadas instaladas em 12 estados do Brasil. Nacionalmente, ocupava o terceiro lugar de audiência em 2016, atrás da rede Jovem Pan. 
A programação da emissora é predominantemente voltada a transmissão de músicas, tendo como seu principal target de audiência a chamada "classe C". As afiliadas da rede podem produzir programas localmente, contando com algumas atrações nacionais, tais como o Band Coruja, Band Bom Dia e A Hora do Ronco. Em alguns casos, elas também podem retransmitir programas de outras redes do Grupo Bandeirantes, como os noticiosos da BandNews FM e da Rádio Bandeirantes.
Entre meados de 2015 até outubro de 2022, a Band FM ocupou durante 7 anos consecutivos a liderança geral de audiência em São Paulo, sendo atualmente ainda líder no seu segmento de emissoras populares/variedades.Em fevereiro de 2023 voltou a ocupar a liderança geral na capital paulista.

## História
A Rádio Bandeirantes FM iniciou suas transmissões em São Paulo no dia 15 de julho de 1975. Naquela época, a emissora reproduzia a programação da rádio AM. Sua operação independente começou em 1976, com um perfil baseado em, rock, soul e jazz. Em 1978, a empresa realizou um grande investimento, apostando no sucesso da nova faixa de frequência. Foram adquiridas novas mesas de som, transmissor em estéreo, cartucheiras etc. A partir de setembro de 1979, a Bandeirantes FM passou a transmitir com 85,5 kW de potência, sendo sintonizada num raio de aproximadamente 50 km de sua antena no Pico do Jaraguá, cobrindo a região da Grande São Paulo. Em 1983, a emissora apostou na black music. Foi nesse período que programas como o Baile da Band, o Charm Dance, o Som da Massa e o Black in Love tocavam músicas do funk, soul e pop.
Em 2009, a emissora deixa de executar hip hop e pop internacional na programação, voltando a tocar, com mais intensidade, duplas sertanejas da nova geração (Victor e Léo, Jorge e Mateus, Marcos e Belutti, João Neto & Frederico, etc..) mas continua executando músicas da música pop nacional como Chimarruts, Natiruts, NX Zero, Fresno, como estratégica de atrair o público jovem e se distanciar da outra emissora popular do Grupo Bandeirantes, a Nativa FM, que possui programação focada somente no sertanejo. No segundo semestre de 2009, a Band FM faz grandes investimentos na matriz paulistana (96.1 FM) como a estreia do programa humorístico Notícias que Gostaríamos de Dar com Rafael Cortez, então repórter do CQC (programa da Band), indo ao ar em diversos horários da programação e a contratação de dois novos locutores como Marcelo Café (ex-Jovem Pan) e a Marcinha (ex-Tropical FM). Nesse mesmo período, a Band FM passa a ser transmitida via internet através de aplicativos de iPhone e smartphones junto com outras rádios do Grupo Bandeirantes, e a emissora paulistana realiza grandes investimentos em publicidade para melhorar os índices de audiência na Grande São Paulo. A partir de 2010 a Band FM volta totalmente a sua programação para o popular com a estreia dos programas Quem Ama Não Esquece e Band Love. As mudanças na emissora surtiram efeito e a Band voltou a estar entre as 5 emissoras FM mais ouvidas em São Paulo, sendo a quarta colocada, acima da casa dos 100 mil ouvintes por minuto segundo medições recentes das pesquisas do IBOPE chegando a estar na terceira posição em uma delas.
Em um novo resultado da pesquisa IBOPE divulgado recentemente a Band aparece na vice-liderança geral sendo a segunda FM mais ouvida da capital paulista. Em agosto de 2017, o IBOPE divulgou uma nova pesquisa, onde a Band FM é apontada como a FM mais ouvida em São Paulo, com 205 mil ouvintes por minuto ficando a frente de Transcontinental FM e a Nativa FM, que ocupam o 3.° e o 2.° lugares respectivamente.
Desde o dia 3 de novembro de 2015, a Band FM passou a ser disponibilizada aos assinantes da Sky, juntamente com mais três rádios do Grupo Bandeirantes: BandNews FM, Rádio Bandeirantes e Nativa FM.
Em setembro de 2018, a Band FM comemorou 3 anos e meio seguidos na liderança geral de audiência em São Paulo, intensificando assim, suas campanhas nos seus canais digitais incluindo o uso de chamadas e "teasers" no decorrer de sua programação.
Em 2019 a emissora confirmou a estreia de 6 afiliadas nas cidades de Avaré, Sertãozinho, Mogi Mirim e Mococa, todas em São Paulo, e em Poços de Caldas, Minas Gerais. Além disso foi confirmada a estreia da Band FM em Porto Velho, capital do estado de Rondônia. Todas elas eram afiliadas da Transamérica Hits, cuja rede foi extinta em 31 de dezembro. 
Em 15 de março de 2023, a Band FM inaugurou seu estúdio digital, com a presença de Daniel, dos apresentadores da Band Renata Fan e Denílson Show, Simone Mendes, Eduardo Costa, além de outros apresentadores da Band e de Murillo Huada, diretor da rádio.